# Слојештица
Слојештица (мкд. Слоештица) је насеље у Северној Македонији, у југозападном делу државе. Слојештица припада општини Демир Хисар.

## Географија
Насеље Слојештица је смештено у југозападном делу Северне Македоније. Од најближег већег града, Битоља, насеље је удаљено 50 km северозападно.
Слојештица се налази у западном делу области Демир Хисар. Насеље је положено у горњем делу тока Црне реке, на североисточним висовима Плакенске планине. Надморска висина насеља је приближно 780 метара.
Клима у насељу је планинска због знатне надморске висине.

## Становништво
По попису становништва из 2002. године Слојештица је имала 221 становника.
Претежно становништво у насељу су етнички Македонци (100%).
Већинска вероисповест у насељу је православље.